# Пет Маккаран
Ентоні Патрік «Пет» Маккаран (англ. Patrick Anthony McCarran; нар. 8 серпня 1876, Ріно, Невада — пом. 28 вересня 1954, Хоторн, Невада) — американський юрист і політик-демократ. Він представляв штат Невада у Сенаті США з 1933 до самої смерті. Він був відомий антикомуністом.
Маккаран навчався в Університеті Невади, Ріно. Потім він вивчав право і почав свою кар'єру у 1905 році як адвокат. Він був окружним прокурором у Най з 1907 по 1909, працював суддею у Верховному суді Невади з 1913 по 1918, був головним суддею.
На пропозицію сенатора П. Маккарена і члена палати представників Дж. Вуда конгресом США в 1950 був прийнятий закон «Про внутрішню безпеку».